# Brittany Broben
Brittany Broben (n. 23 noiembrie 1995, Gold Coast, Queensland, Australia) este o săritoare în apă ce a reprezentat Australia, medaliată olimpică. A participat la o ediție a Jocurilor Olimpice (2012) în care a câștigat o medalie de argint.

## Participări
Lista de mai jos prezintă principalele competiții la care a participat Brittany Broben de-a lungul carierei.
- diving at the 2012 Summer Olympics – women's 10 metre platform[*]